# Flygtningelejren på Kløvermarken
Flygtningelejren på Kløvermarken på Amager åbnede den 28 november 1945. Fra 1909 til efteråret 1945 var arealet en mindre flyveplads, som danskerne og den tyske besættelsesmagt benyttede. Efter 2. verdenskrig var der 240.000 tyske flygtninge i Danmark, deraf var der 92.000 i Københavns området fordelt på 151 lejre. De danske myndigheder samlede flygtningene i store bevogtede lejre, og i august 1946 husede lejren på Kløvermarken 17.798 mennesker, hvoraf 838 befandt sig på lejrens sygehus. Af de øvrige 16.960 flygtninge var 51 % kvinder, 14 % mænd og 16 % børn. Lejren var i funktion til august 1947, hvor de fleste af beboerne var blevet sendt tilbage til Tyskland; dog forblev en mindre del af lejren åben indtil den 14. februar 1949.
Da de mange tusinde afkræftede tyske flygtninge i januar 1945 med skibe nåede København, blev de indlogeret på skoler og institutioner, som værnemagten havde beslaglagt. Mange af flygtningene døde eller blev syge på grund af de dårlige indkvarteringsmuligheder og manglende lægehjælp. De flygtninge der døde under opholdet i København og senere i Flygtningelejren på Kløvermarken, blev begravet på Vestre Kirkegård. På kirkegården er der i alt begravet 5.344 tyske flygtninge og 4.643 tyske soldater.

## Lejrens historie
Den svenske træindustri leverede barakkerne. I oktober 1945 var 2200 personer beskæftiget med at bygge barakkerne. Det var først planen at oprette lejren i dyrskuepladsen i Bellahøj, men det mislykkedes på grund af modstand fra landmændene. Kløvermarken lå i nærheden af en havn og jernbane og var dermed mere velegnet til formålet, men arealet var sandet og fugtigt, og barakkerne måtte stå på pæle.
Danmark forsøgte den første tid efter befrielsen at få de tyske flygtninge sendt tilbage til Tyskland, men forhandlingerne med de allierede-besættelsesmagter i Tyskland mislykkedes. Dog fik Danmark anerkendelse som en
sejrende magt på grund af den danske frihedskamp mod den tyske besættelse. Derigennem blev flygtningene folkeretligt efter Genevekonventionen Danmarks fanger. De kunne interneres, og Danmark måtte sørge for deres ernæring. Arealet omkring Kløvermarken blev derfor indhegnet med et dobbelt ståltrådshegn som mellem hegnene havde en løbegang for bevogterne. Ved den østlige del af flygtningelejren blev der adskilt fra lejren oprettet et Lazaret for de i Danmark forblevne sårede tyske soldater.
Opbygningen af lejren begyndte med planeringen af forbindelsesveje og oprettelsen af de store fællesbarakker, som centralkøkkenet, forvaltningen, værksteder, sygehus og toiletfaciliteter, før de første boligbarakker blev opført. Senere blev der opført skole-, gymnastik-, sauna-, film- og teaterbarakker. De første flygtninge kom i december 1945 og januar 1946; den samlede opbygning af lejren var afsluttet i midten af 1946. Da var omkring 20.000 flygtninge indkvarteret i omkring 900 barakker.
Den 2. november 1946 begyndte de første hjemsendelser fra Kolding, den 12. november 1946 begyndte de første hjemsendelsestransporter af de tyske flygtninge fra Kløvermarken til den britiske besættelseszone i det nordvestlige Tyskland. I foråret 1947 fortsatte hjemsendelserne til den amerikanske zone, før de sidste flygtninge i slutningen af 1948 blev hjemsendt til Tyskland og lejren blev nedlagt.
1949 blev lejren på Kløvermarken totalt fjernet. Der er ingen bygningsrester tilbage som henviser til at der har været en stor flygtningelejr på stedet.

## Lejrlivet
Lejren var overvejende beboet af kvinder med børn og et lille antal ældre mennesker. Alle havde allerede opholdt sig i hjælpelejre i København og havde vænnet sig til lejrlivet. Trods meget lidt plads og næsten ikke noget privatliv i barakkerne, psykisk traumatiserende oplevelser under flugten, tab af familiemedlemmer, tvungen lediggang, forløb det daglige liv fredeligt, selvom lejrledelsen af og til måtte foretage flytninger, for at forhindre flere stridigheder. Kl. 22 skulle der være nattero, og gåture var ikke mere tilladt.
Lejrlivet forløb helt uafhængigt af livet udenfor. Udgangstilladelse forekom sjældent. Kun 20 arbejdsduelige mænd havde fået arbejde i danske firmaer eller var beskæftiget ved den tyske minerydningstjeneste, som havde en kontrakt med englænderne om at rydde de danske farvande for miner. Der fandtes en dansk lejrchef, en forvaltning med en tilsluttet boligafdeling, et lægeligt leveringssystem med sygestation. Lejren havde sit eget retssystem. Her blev brud på lejrreglementet, tyveri, håndgribeligheder og brud på fraterniseringsforbuddet forhandlet og dømt. Den danske regering leverede dagligt fødevarer, som blev lagret i en proviantbarak, tilberedt i det centrale køkken og derfra fordelt til beboerne. Maden blev på faste tidspunkter i spande på trækvogne kørt hen til afleveringsstederne, hvor portionerne blev afhentet. Forplejningen var tilstrækkelig og afbalanceret, men ensartet. De voksne blev vekslende inddelt til køkkenarbejde eller til rengøringsarbejde.
Fra foråret 1946 fik de enkelte familier anvist et lille stykke jord mellem barakkerne, hvor de kunne dyrke grønsager og tobak. Frø og haveredskaber blev udleveret af forvaltningen. Fra foråret 1946 blev post- og brevspærringen ophævet og det blev tilladt at skrive breve fra lejren til Tyskland, som blev censureret. Brevene skulle skrives med store bogstaver og måtte kun indeholde 25 ord.
Fra midten af 1946 begyndte undervisningen i skolebarakker med tyske lærere og af dem uddannede „hjælpelærere“. Der fandtes gymnastikbarakker med gymnastikundervisning. I de tre kirkebarakker blev der afholdt gudstjenester, dåb, konfirmation, kommunion og bisættelser. I kulturbarakken blev der vist film og teatergrupper opførte skuespil. Læger og tandlæger praktiserede i deres egen boligbarakker. Der fandtes et blinde- og plejehjem og en frisørsalon, hvor lejrindbyggerne måtte bestille tid. Der var også bad- og saunabarakker, som kunne besøges flere gange om ugen.
Livet i barakkerne var spartansk og uden ret meget privatliv. Man sov i fire personers etagesenge. I de mindre barakker var der 16 senge, men ofte var der flere personer i sengene. Børn under seks år måtte sove to sammen i en seng, babyer ved moderen, hvis man ingen barnevogn havde. Sengetøjet, som blev fornyet ca. hver tiende uge, bestod af brunt vokspapir. Madrasser og puder var fyldt med halmstrøelse. De mindre barakker havde kun en ovn, et bord og to bænke. På ovnen blev der kogt the. Som brændsel blev der overvejende brugt tørv, men der blev af og til også udleveret kul og træ.
Der var ingen vandtilslutning og toiletter i barakkerne og latrinerne befandt sig uden for bygningerne. Morgen-hygiejne begrænsede sig til en vask med fugtige klude. Vand blev afhentet ved de centrale aftapningssteder. Der blev jævnlig udleveret tandbørster og tandpasta og levertran.
I lejren blev der fordelt en ugeavis for flygtninge i Danmark, betalt af donationer udefra. Flygtningene måtte ikke besidde danske penge og kunne derfor ikke selv købe avisen. Meddelelser og nyheder blev og bragt via højtalere som var fordelt over hele lejren. Derigennem havde beboerne kendskab til forholdene i Tyskland, hvilket var med til at fremme tilfredsheden i lejren. Ved alle interneringer og andre indskrænkninger forekom der ingen hungersnød og kamp om den daglige eksistens som i den samme tid ikke var ualmindeligt i besætningszonerne i Tyskland.
Det tyske røde kors havde en søgetjeneste i lejren. Telefoneringer til Danmark eller til udlandet var ikke tilladt. Børnetøj og sko der var blevet for småt blev ombyttet i klædekammeret. Tøj som danskerne spenderede blev udleveret til børn og voksne modet nødvendighedsbevis. Der fandtes et skrædder- og et skomagerværksted, hvor man få klædningsstykker repareret. Et blikkenslager- og tømmerværksted tog sig af vedligeholdelse af barakkerne og indretningen af dem eller reparerede beboernes andre genstande.
Der var i barakkerne kun strøm til lamperne som skulle være slukket kl. 22.00. Mange besværede sig over de mange vaccinationer, som skulle forebygge epidemier. Man skulle holde sig mindst 50 meter fra trådhegnet.
I midten af 1946 blev enkelte tyske familier, som havde levet i Danmark og havde fået en dom for kollaboration interneret i Kløvermarken.